# 畢仲游
畢仲游（?—?），字公叔。鄭州（河南）人。
畢士安之曾孫。熙宁三年登进士第，早年擔任寿丘柘城主簿、罗山縣令，“学贯经史，才通世务”。曾隨高遵裕西征，曾在一天之間召集陝西八十縣饋挽之夫三十萬，因运粮有功转奉议郎，后迁承议郎。苏轼在出任杭州通判前，毕仲游曾去信，他劝诫苏轼“言非谏臣，职非御史，而非人所为非，是人所未是”。元丰八年迁朝奉郎，除军器监丞，改卫尉寺丞。官终西京留司御史台。享年七十五歲。著有《西台集》五十卷，早佚，清初四庫館臣自《永樂大典》輯出二十卷。